# Turbina stenosiphon
Turbina stenosiphon là một loài thực vật có hoa trong họ Bìm bìm. Loài này được (Hallier f.) A. Meeuse miêu tả khoa học đầu tiên năm 1958.